# Coppelion
Coppelion (яп. コッペリオン Коппэрион) — манга Томонори Иноуэ, публиковавшаяся в сэйнэн-журнале Young Magazine издательства Kodansha с 9 мая 2008 года по 16 февраля 2016 года. После крупнейшего за всю историю Японии землетрясения и последовавшего за ним цунами, произошедших 11 марта 2011 года, появились слухи, что манга из-за своей тематики может быть досрочно завершена, однако эти слухи опроверг сам автор.
В сентябре 2010 года на сайте издательства был анонсирован выход аниме-сериала по сюжету манги.
Первая серия была показана на Japan Expo в Париже и Anime Expo в Лос-Анджелесе в июле. Премьерная трансляция аниме проходила с 2 октября по 25 декабря 2013 года.

## Сюжет
В 2016 году крупная авария на атомной электростанции превращает центральную часть Японии в радиоактивную пустыню, уничтожая практически 90 % жителей. Со временем благодаря генной инженерии появляются люди, организм которых уже с рождения способен противостоять опасному излучению. Многие из них входят в отряды специального назначения. Таким людям не нужен специальный костюм, противогаз или прочие защитные средства, которые необходимы обычному человеку, чтобы хоть немного продержаться в зоне излучения.
Действие сюжета разворачивается в 2036 году, когда один такой отряд под названием Coppelion, состоящий из трёх школьниц, отправляется в Токио, чтобы найти возможных выживших, помочь им и выяснить, что же послужило причиной катастрофы двадцатилетней давности.

## Персонажи
Ибара Нарусэ (яп. 成瀬 荊 Нарусэ Ибара) — участница отряда «Coppelion». Обладает сверхсилой и большой выносливостью. Была старостой класса.
Сэйю: Харука Томацу
Аой Фукасаку (яп. 深作 葵 Фукасаку Аой) — участница отряда «Coppelion». Любит хорошо поесть, всегда берёт с собой много еды. Часто корит себя за свою беспомощность и слабость. Обладает сверхсилами, которые открываются в самый нужный момент.
Сэйю: Кана Ханадзава
Таэко Номура (яп. 野村 タエ子 Номура Таэко) — участница отряда «Coppelion». Обладает врождённой повышенной чувствительностью, как и животные. Любовь Таэко к животным имплантирована в её ДНК. Также её глаза слишком дальновидны, поэтому она носит очки, используя лишь малую часть своего зрения.
Сэйю: Сатоми Акэсака
Харуто Куросава (яп. 黒澤 遥人 Куросава Харуто) — одноклассник Ибары Нарусы. Участник отряда зачистки. Присоединяется к отряду «Coppelion». Передвигается по «Старой столице» на броневике. Не имеет каких либо сверхспособностей. Отлично справляется с любым видом оружия.
Сэйю: Кэнъити Судзумура
Сион Одзу (яп. 小津 詩音 Одзу Сион) — герой антагонист. Вместе с сестрой Канон Одзу пытается мешать отряду «Coppelion». Её ДНК, как и ДНК её сестры, взята у серийного маньяка убийцы. Обладает сверхсильным ударом и мощью.
Сэйю: Маая Сакамото
Канон Одзу (яп. 小津 歌音 Одзу Канон) — является старшей сестрой Сион Одзу. В её ДНК, помимо генов маньяка, были добавлены гены электрического угря, поэтому она может образовывать электрический ток и управлять им. Также она может обнаружить любое живое существо в радиусе километра благодаря способности чувствовать ионы.
Сэйю: Юи Хориэ
Онихэй Мисима (яп. 三島 鬼兵 Мисима Онихэй) — проректор отряда «Coppelion».
Сэйю: Рикия Кояма
Мисянокодзи (яп. 武者小路 Мисяноко:дзи)
Сэйю: Хиторака Симасава

## Выпуск томов манги
| №  | Дата публикации      | ISBN                   |
| -- | -------------------- | ---------------------- |
| 1  | 6 октября 2008 года  | ISBN 978-4-06-375572-5 |
| 2  | 6 января 2009 года   | ISBN 978-4-06-361749-8 |
| 3  | 6 апреля 2009 года   | ISBN 978-4-06-361775-7 |
| 4  | 6 июля 2009 года     | ISBN 978-4-06-361807-5 |
| 5  | 6 октября 2009 года  | ISBN 978-4-06-361830-3 |
| 6  | 6 января 2010 года   | ISBN 978-4-06-361857-0 |
| 7  | 6 мая 2010 года      | ISBN 978-4-06-361890-7 |
| 8  | 6 сентября 2010 года | ISBN 978-4-06-361930-0 |
| 9  | 6 января 2011 года   | ISBN 978-4-06-361992-8 |
| 10 | 5 мая 2011 года      | ISBN 978-4-06-382027-0 |
| 11 | 5 августа 2011 года  | ISBN 978-4-06-382062-1 |
| 12 | 4 ноября 2011 года   | ISBN 978-4-06-382095-9 |
| 13 | 6 февраля 2012 года  | ISBN 978-4-06-382131-4 |
| 14 | 5 мая 2012 года      | ISBN 978-4-06-382170-3 |
| 15 | 6 августа 2012 года  | ISBN 978-4-06-382203-8 |
| 16 | 6 ноября 2012 года   | ISBN 978-4-06-382234-2 |
| 17 | 6 марта 2013 года    | ISBN 978-4-06-382259-5 |
| 18 | 5 июля 2013 года     | ISBN 978-4-06-382316-5 |
| 19 | 6 сентября 2013 года | ISBN 978-4-06-382353-0 |
| 20 | 6 декабря 2013 года  | ISBN 978-4-06-382385-1 |
| 21 | 6 июня 2014 года     | ISBN 978-4-06-382475-9 |
| 22 | 5 декабря 2014 года  | ISBN 978-4-06-382537-4 |
| 23 | 1 мая 2015 года      | ISBN 978-4-06-382604-3 |
| 24 | 6 ноября 2015 года   | ISBN 978-4-06-382699-9 |
| 25 | 6 апреля 2016 года   | ISBN 978-4-06-382760-6 |
| 26 | 6 апреля 2016 года   | ISBN 978-4-06-382761-3 |

## Список серий аниме
| № серии | Название                                                    | Трансляция в Японии  |
| ------- | ----------------------------------------------------------- | -------------------- |
| 1       | Кукла (Коппелион) «Нингё (Коппэрион)» (人形 (コッペリオン)) | 2 октября 2013 года  |
| 2       | Будущее «Мирай» (未来)                                      | 9 октября 2013 года  |
| 3       | Надежда «Кибо:» (希望)                                      | 16 октября 2013 года |
| 4       | Закат «Ю:хи» (夕陽)                                         | 23 октября 2013 года |
| 5       | Жизнь «Сэймэй» (生命)                                       | 30 октября 2013 года |
| 6       | Планета «Вакусэй» (惑星)                                    | 6 ноября 2013 года   |
| 7       | Харуто «Харуто» (遥人)                                      | 13 ноября 2013 года  |
| 8       | Сёстры «Симай» (姉妹)                                       | 20 ноября 2013 года  |
| 9       | Отвлечение «Ё:до:» (陽動)                                   | 27 ноября 2013 года  |
| 10      | Человек «Нингэн» (人間)                                     | 4 декабря 2013 года  |
| 11      | Пробуждение «Какусэй» (覚醒)                                | 11 декабря 2013 года |
| 12      | Обещание «Якусоку» (約束)                                   | 18 декабря 2013 года |
| 13      | Ангел «Тэнси» (天使)                                        | 25 декабря 2013 года |